# Supercoppa di Svizzera (calcio)
La Supercoppa di Svizzera è stata una competizione calcistica per club maschili istituita nel 1986 in cui si affrontavano i campioni di Svizzera, cioè i vincitori del campionato di Lega Nazionale A, e i vincitori della Coppa Svizzera. Il torneo si disputò ininterrottamente dal 1986 al 1990, ultimo anno della competizione, vinta dal Neuchâtel Xamax.
Il trofeo ha avuto tre vincitori diversi.
La squadra più titolata della Supercoppa è il Neuchâtel Xamax, vincitore di tre edizioni della competizione.
Da notare che nel 1990 il Grasshoppers aveva conseguito il double, ovvero aveva conquistato ambedue i trofei stagionali,  per cui ha affrontato la finalista perdente della Coppa Svizzera, il Neuchâtel Xamax, riproponendo, di fatto, l'ultimo atto della coppa nazionale.

## Albo d'oro
| Edizione | Data           | Campione di Svizzera | Vincitore o finalista della Coppa Svizzera | Risultato     | Sede                       | Vincitore della Supercoppa di Svizzera |
| -------- | -------------- | -------------------- | ------------------------------------------ | ------------- | -------------------------- | -------------------------------------- |
| 1986     | 3 agosto 1986  | Young Boys           | Sion                                       | 3-1           | Berna, Wankdorfstadion     | Young Boys (1)                         |
| 1987     | 4 agosto 1987  | Neuchâtel Xamax      | Young Boys                                 | 3-0           | Neuchâtel, La Maladière    | Neuchâtel Xamax (1)                    |
| 1988     | 19 luglio 1988 | Neuchâtel Xamax      | Grasshoppers                               | 2-2 (5-2 dcr) | Aarau, Stadion Brügglifeld | Neuchâtel Xamax (2)                    |
| 1989     | 17 giugno 1989 | Lucerna              | Grasshoppers                               | 2-4           | Berna, Wankdorfstadion     | Grasshoppers (1)                       |
| 1990     | 21 luglio 1990 | Grasshoppers         | Neuchâtel Xamax                            | 1-1 (3-4 dcr) | Zurigo, Hardturm           | Neuchâtel Xamax (3)                    |

## Statistiche

### Vittorie per club
| Club            | Vittorie | Sconfitte | Partecipazioni | Edizioni vinte   | Edizioni perse |
| --------------- | -------- | --------- | -------------- | ---------------- | -------------- |
| Neuchâtel Xamax | 3        | 0         | 3              | 1987, 1988, 1990 | -              |
| Grasshoppers    | 1        | 2         | 3              | 1989             | 1988, 1990     |
| Young Boys      | 1        | 1         | 2              | 1986             | 1987           |
| Sion            | 0        | 1         | 1              | -                | 1986           |
| Lucerna         | 0        | 1         | 1              | -                | 1989           |

### Classifica marcatori
| Reti | Nome               | Squadre         |
| ---- | ------------------ | --------------- |
| 2    | René van der Gijp  | Neuchâtel Xamax |
| 2    | Wynton Rufer       | Grasshoppers    |
| 1    | Urs Bamert         | Young Boys      |
| 1    | Jean-Paul Brigger  | Sion            |
| 1    | Frédéric Chassot   | Neuchâtel Xamax |
| 1    | Andy Egli          | Grasshoppers    |
| 1    | Mats Gren          | Grasshoppers    |
| 1    | Peter Közle        | Grasshoppers    |
| 1    | Robert Lei-Ravello | Neuchâtel Xamax |
| 1    | Lars Lunde         | Young Boys      |
| 1    | Jürgen Mohr        | Lucerna         |
| 1    | Martin Müller      | Lucerna         |
| 1    | Paulo César        | Grasshoppers    |
| 1    | Alain Sutter       | Grasshoppers    |
| 1    | Beat Sutter        | Neuchâtel Xamax |
| 1    | Dario Zuffi        | Young Boys      |

Autoreti
- Andy Egli (Grasshoppers) (1 pro Neuchâtel Xamax)